# T Chamaeleontis
T Chamaeleontis är en eruptiv variabel av Orion-typ (INSB)  i stjärnbilden Kameleonten.
Stjärnan har en visuell magnitud som varierar mellan +10,09 och 14,5 med en period av ungefär 3,253 dygn.